# سماوي رمادي
السماوي الرمادي (بالإنجليزية: celeste velato (veiled / overcast))‏ هو أحد تدرجات اللون الأزرق السماوي.